# 稲垣俊
稲垣 俊（いながき しゅん、1929年12月10日 - ）は日本の映画監督、脚本家。本名は稲垣公一。東京都出身。

## 経歴
1954年に東京大学文学部社会学科を卒業と同時に松竹大船撮影所演出部に入社し助監督として小林正樹監督につく。1966年に松竹と契約し1967年からフリーとなり稲垣俊のペンネームで活躍。

## 代表作
| 公開日 | 公開日   | 作品名            | 制作（配給）                     | 役職      |
| ------ | -------- | ----------------- | -------------------------------- | --------- |
| 1969年 | 11月15日 | 天狗党            | 大映京都撮影所 （大映）          | 脚本      |
| 1971年 | 3月6日   | 刑事物語 兄弟の掟 | 俳優座映画放送 （東宝）          | 脚本 監督 |
| 1971年 | 10月1日  | 泣いてたまるか    | 松竹大船 （松竹）                | 原作      |
| 1975年 | 10月4日  | 化石              | 俳優座映画放送 四騎の会 （東宝） | 脚本      |
| 1978年 | 12月23日 | 燃える秋          | 東宝映画 三越 （東宝）           | 脚本      |
| 1983年 | 6月4日   | 東京裁判          | 講談社 （東宝東和）              | 原作      |